# Silvio Maffiotti
Silvio Maffiotti (né et mort à des dates inconnues) est un joueur italien de football, qui jouait au poste de milieu de terrain ou encore d'attaquant.

## Biographie
Il dispute son premier match sous les couleurs de la Juventus contre les rivaux du Milan AC le 16 janvier 1910 lors d'une victoire 5-3. Son dernier match, lui, eut lieu contre l'Inter Milan le 22 mars 1914, pour une victoire sur le score de 1-0.

## Statistiques
| Saison         | Club           | Championnat     | Championnat | Championnat |
| Saison         | Club           | Compétition     | Matchs      | Buts        |
| -------------- | -------------- | --------------- | ----------- | ----------- |
| 1909-1910      | Juventus       | Prima categoria | 6           | 2           |
| 1910-1911      | Juventus       | Prima categoria | 11          | 6           |
| 1911-1912      | Juventus       | Prima categoria | 11          | 1           |
| 1912-1913      | Juventus       | Prima categoria | 8           | 1           |
| 1913-1914      | Juventus       | Prima categoria | 4           | 0           |
| Total Juventus | Total Juventus |                 | 40          | 10          |
| Total carrière | Total carrière |                 | 40          | 10          |